# MV Agusta 600 Turismo 4C 6
La 600 Turismo 4C 6 è una motocicletta stradale prodotta dalla casa motociclistica italiana MV Agusta tra il 1967 e il 1970 in 127 esemplari

## Storia
Per una precisa scelta del Conte Domenico Agusta, che non voleva che piloti privati competessero in pista contro le moto della squadra ufficiale, per tutta la vita del suo proprietario la MV Agusta non mise mai in commercio moto che fossero repliche stradali delle sue vincenti moto da competizione: nonostante il suo motore fosse derivato da quello della 500 quadricilindrica da competizione portata ininterrottamente al successo da John Surtees, Gary Hocking e Mike Hailwood dal 1956 al 1965, la Turismo 600, presentata al Salone di Milano 1965, era una moto dalle spiccate caratteristiche di lusso e comodità. Anche il prezzo elevatissimo ne faceva una moto per pochi.

## Tecnica
Il suo motore a quattro tempi, bialbero in testa, quadricilindrico "superquadro" in linea da 591.5 cc. raffreddato ad aria e alimentato da 2 carburatori da 24 mm (poi diventati 4 da 24 mm) sviluppava 52 cavalli a 8.000 giri/min, sufficienti a spingere la moto a 165 km/h ed era inserito in un pesante telaio a doppia culla chiusa in tubi acciaio.
Dotata di cambio a 5 marce e trasmissione finale ad albero abbinati a ruote a raggi da 18" e di un impianto frenante composto dal doppio disco anteriore da 216 mm con comando meccanico e dal tamburo posteriore da 200 mm, la moto pesava ben 224 kg, aveva un assetto turistico e sovrastrutture ricercate, come il faro quadrato, i fianchi cromati e le ginocchiere in gomma, abbinati ad una colorazione completamente nera e a tre avvisatori acustici.

## Mercato
Il pubblico era desideroso di una moto stradale sportiva marchiata MV Agusta, tanto che alla presentazione della 750 Sport 4C 75 nel 1970, che ne condivideva il telaio e la trasmissione finale e che vendette quasi il triplo degli esemplari, molti proprietari di 600 Turismo modificarono la propria moto per farla somigliare a quest'ultima cosicché oggi sono poche le 600 rimaste in condizioni originali.

## Le special
Lo scarso gradimento per l'estetica e le ridotte prestazioni della moto, in rapporto alla potenzialità del propulsore, spinsero alcuni appassionati a modificare la meccanica e l'estetica, ottenendo pregevoli "special".
Il primo fu Angelo Menani, specialista milanese nel campo degli accessori moto, il quale già nel 1966 provò a rendere più sportiva ed elegante la 4 cilindri di Cascina Costa (che lo stesso Menani aveva definito, alla presenza del Conte Agusta, moto-cammello).
La special più nota su base MV 600 è però quella che Massimo Tamburini si costruì nel 1971 quando ancora la Bimota (di cui era uno dei soci fondatori) era un'azienda che si occupava di riscaldamento e climatizzazione.
Il progettista riminese realizzò la moto durante il suo tempo libero partendo da una 600 Turismo comprata di seconda mano, la quale fu oggetto di pesanti interventi su ciclistica, meccanica ed estetica. Il telaio fu irrigidito da una triangolatura centrale assente sulla MV, le sospensioni adottarono componenti prodotti dalla Ceriani e i freni anteriori a disco comandati a cavo e il tamburo posteriore originali, inadatti all'uso sportivo, furono sostituiti con più prestazionali freni a tamburo Fontana. Il motore subì il trapianto di testata, cilindri e pistoni della MV 750 Sport, la modifica dei condotti di aspirazione, montando una batteria di quattro carburatori Dell'Orto SS 24 e la trasmissione finale ad albero cardanico fu sostituita da una a catena.

Netta fu la trasformazione estetica, che mutò la moto originale priva di carenatura in una replica stradale delle famose moto da Gran Premio con cui Giacomo Agostini trionfava, suscitando con questa sua rielaborazione l'apprezzamento degli appassionati (tra cui anche Angelo Bergamonti, che la provò in occasione di una visita a Cascina Costa di Tamburini) e la disapprovazione del Conte Domenico Agusta, che non amava tali interventi sulle sue creature. La moto così rivista pesava circa 200 kg (ben 24 kg meno della moto originale) e il suo motore da 69 CV (contro i 52 della "600 Turismo originale") le permetteva di superare i 220 km/h, con un netto miglioramento delle prestazioni anche rispetto alla contemporanea 750 Sport 4C 75.

Tamburini cedette la sua special qualche tempo dopo la sua costruzione ad un conoscente di Modena. Passata nelle mani di diversi proprietari, nel 2002 è stata parzialmente ricostruita poiché mancante delle sovrastrutture. La moto si trova ora in una collezione privata di Bologna.
Un'altra special degna di nota è quella con cui l'austriaco Wolfgang Stropek si classificò decimo (a tre giri di distacco dalla tre cilindri di Giacomo Agostini) al GP di Finlandia 1969 della 500; la sua moto era dotata di carenatura, trasmissione finale a catena e motore con cilindrata ridotta al fine di rientrare nei limiti della categoria.

## Curiosità
Vittorio Emanuele di Savoia fu tra i primi acquirenti della "600 4C" e volle gli fosse consegnata presso la sua residenza di Ginevra. Giunto alla villa per effettuare la consegna, il collaudatore della MV Fortunato Libanori, venne scacciato in malo modo da Maria José del Belgio, la quale era contraria a che il figlio utilizzasse la moto. La "600 4C" fu perciò affidata a un garage della  capitale svizzera, dove Vittorio Emanuele si recava a prenderla per le sue gite, all'insaputa della madre.